# Симфония № 9 (Шостакович)
Симфония № 9 ми-бемоль мажор, ор. 70 — симфония Дмитрия Шостаковича, написанная в 1945 году. Впервые исполнена в Ленинграде 3 ноября 1945 года Ленинградским филармоническим оркестром под управлением Евгения Мравинского. Переложение для фортепиано в две руки сделал Л. Т. Атовмян.

## История создания
Девятая симфония первоначально задумывалась как гимн победе над нацистской Германией в Великой Отечественной войне. Композитор объявил в октябре 1943 года, что симфония будет большой композицией для оркестра, солистов и хора, своеобразным аналогом последней симфонии Бетховена, также носившей девятый номер.
В ходе встречи со студентами 16 января 1945 года, Шостакович сообщил им, что днем ранее он начал работу над новой симфонией. Через неделю он сказал им, что дошел до середины разработки раздела, и работа будет начинаться с большого tutti. Но затем Шостакович прервал работу на три месяца и возобновил её лишь 26 июля 1945 года. Симфония была окончена 30 августа 1945 года и оказалась совершенно иной, нежели та, что задумывалась первоначально. Настроение симфонии было не пафосным и величественным, а преимущественно приподнято-беззаботным (вносила контраст лишь медленная четвертая часть, насыщенная трагическими образами). Сам композитор назвал своё новое произведение «вздохом облегчения после мрачного лихолетья с надеждой на будущее».
Девятая симфония выдвигалась на Сталинскую премию в 1946 году, но не смогла одержать победу. 14 февраля 1948 года вместе с некоторыми другими произведениями композитора симфония была запрещена и не исполнялась до 1955 года.

## Структура
Работа состоит из пяти частей, последние три идут без перерыва:
1. Allegro
2. Moderato
3. Presto
4. Largo
5. Allegretto — Allegro

Обычно исполнение длится около 26 минут, что делает эту симфонию одной из кратчайших симфоний Шостаковича.

## Состав оркестра
Симфония написана для оркестра в составе: флейты-пикколо, 2 флейт, 2 гобоев, 2 кларнетов, 2 фаготов, 4 валторн, 2 труб, 3 тромбонов, тубы, литавр, большого барабана, малого барабана, тарелок, треугольника, бубна и струнных.